# Brachyoripoda minima
Brachyoripoda minima är en kvalsterart som beskrevs av Sandór Mahunka 1988. Brachyoripoda minima ingår i släktet Brachyoripoda och familjen Oripodidae. Inga underarter finns listade.